# بلین‌آون
بلین‌آون (به انگلیسی: Blaenavon) یک منطقهٔ مسکونی در بریتانیا است که در تورفائن کانتی بارو واقع شده‌است. بلین‌آون ۱۷٫۸۳ کیلومتر مربع مساحت و ۶٬۰۵۵ نفر جمعیت دارد.

## خواهرخوانده
شهر Coutras خواهرخواندهٔ بلین‌آون هست.

## نگارخانه

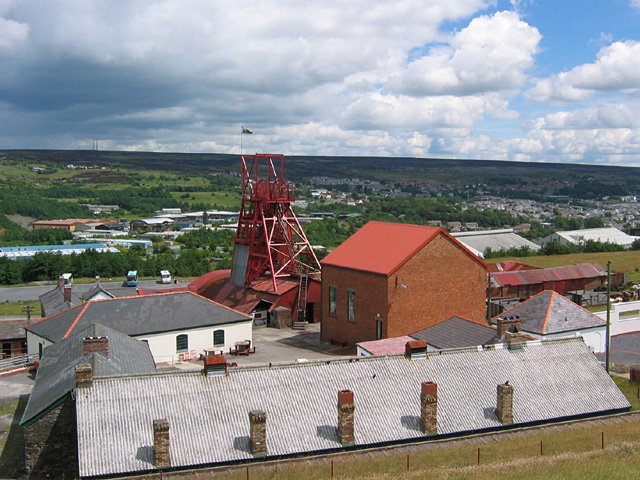
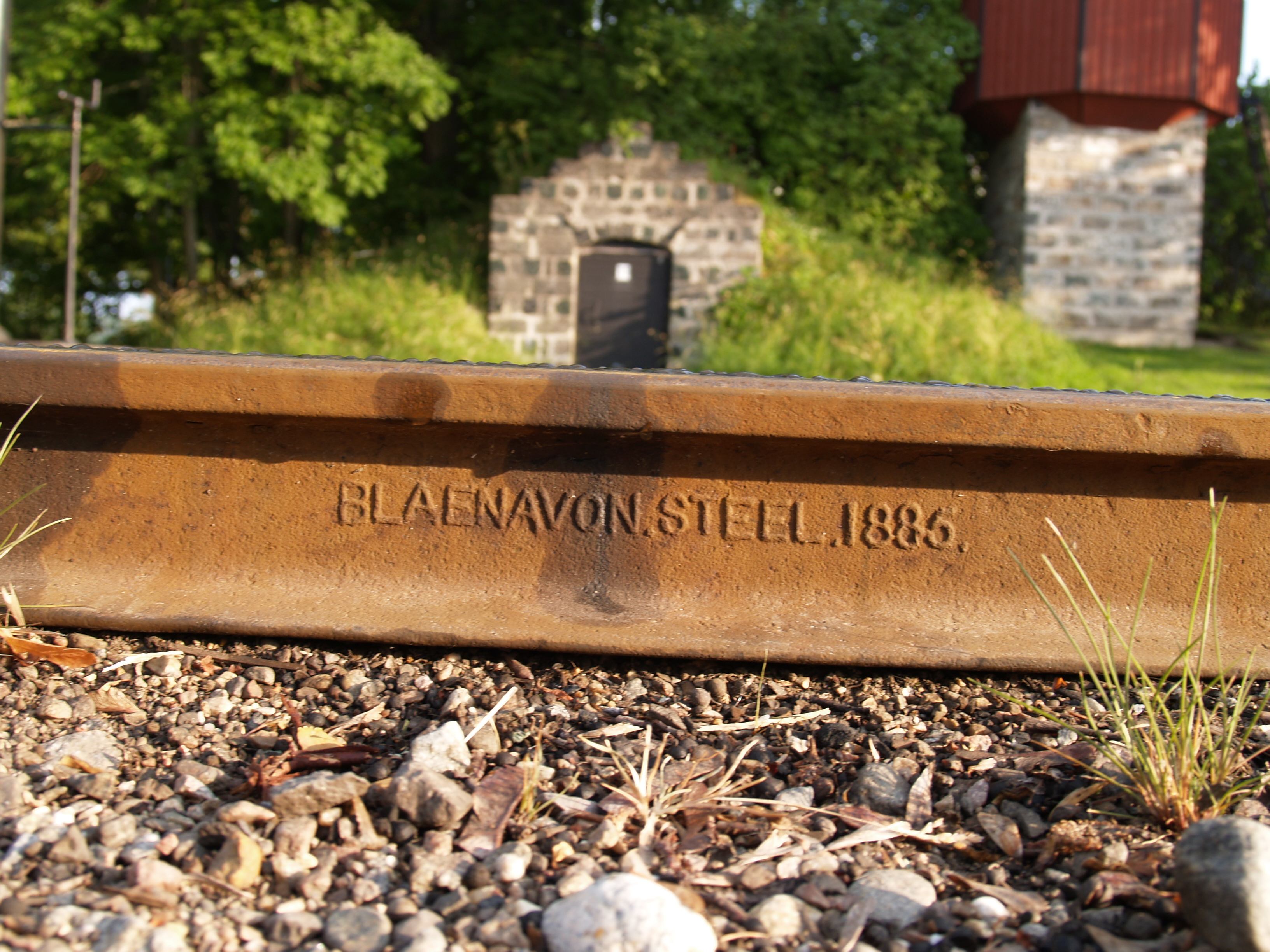
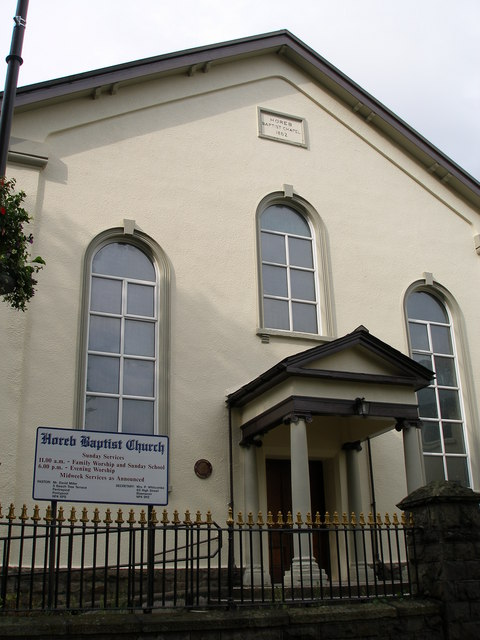
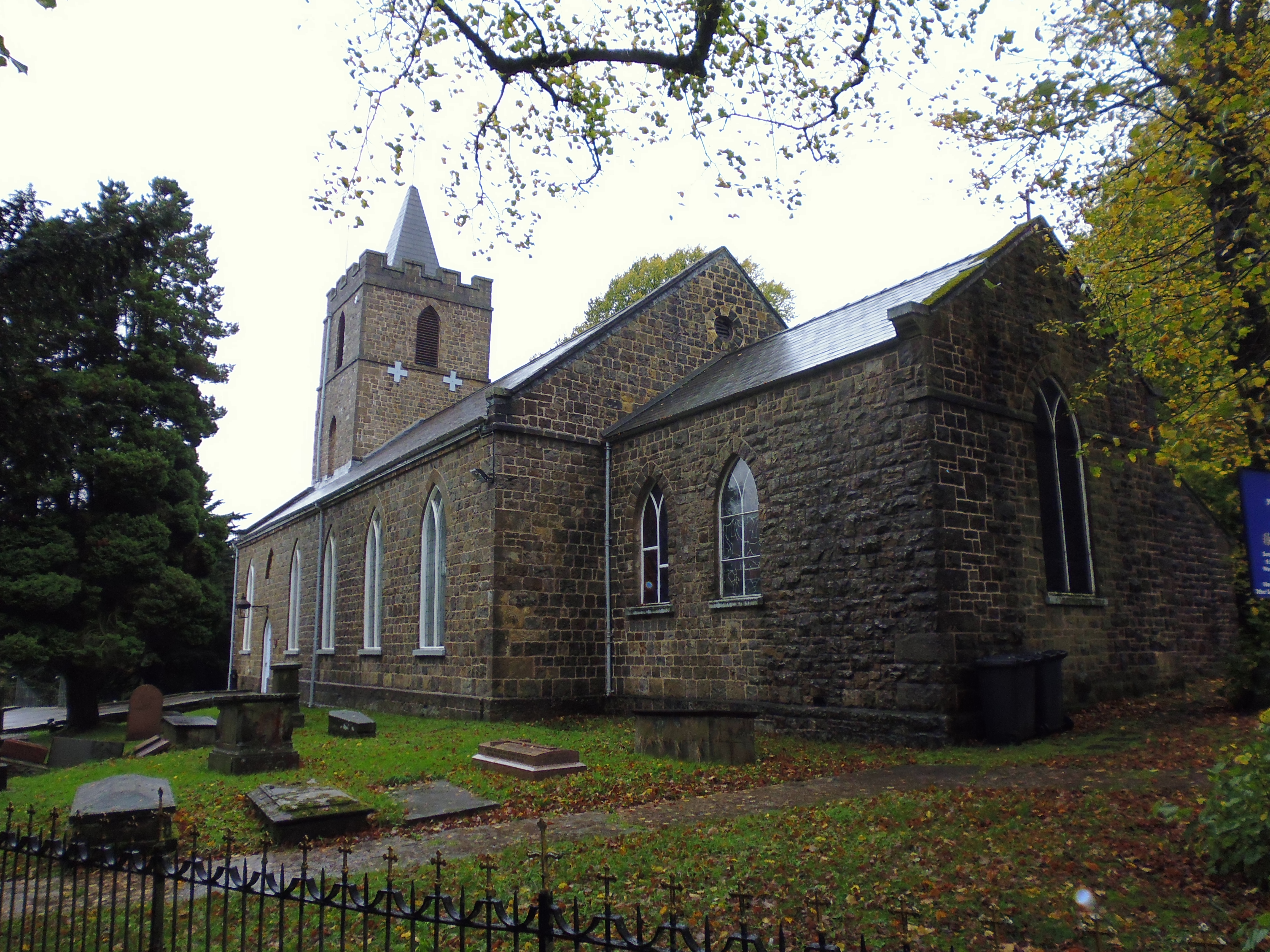
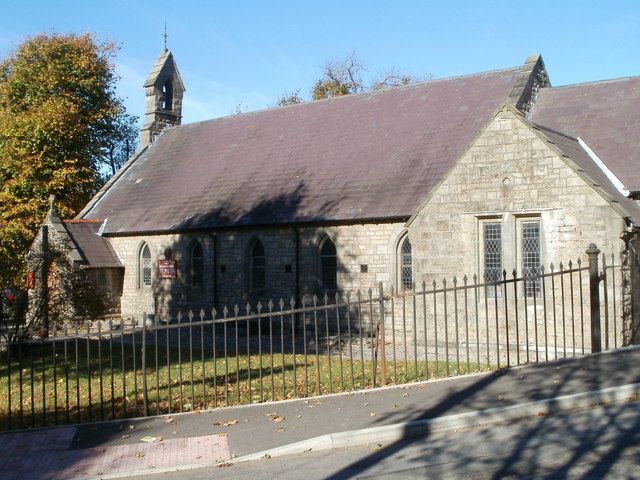